# غادة عادل
غادة عادل (مواليد 25 ديسمبر 1974) هي ممثلة مصرية. بدأت مشوارها الفني من خلال الإعلانات، ظهرت في عدة كليبات لمطربين معروفين مثل راجعين لعمرو دياب 1995 وأغنية تخسري لهاني شاكر عام 1997. شاركت في عدة أعمال تلفزيونية منها زيزينيا ومملكة إبليس، بدأت شهرتها الحقيقية حين لعبت دور (عبلة) في فيلم صعيدي في الجامعة الأمريكية.

## حياتها
ولدت في بنغازي بليبيا لعائلة مصرية تعمل هناك، وأمضت فيها طفولتها وصباها، واستمرت فيها وحملت شهادة في مجال الإدارة من كلية التجارة والاقتصاد من جامعة بنغازي في ليبيا، وذلك لظروف عمل والدها بليبيا. والدتها هي أخت الفنانة شمس البارودي من جهة الأم حسب تصريح الفنانة ذاتها.
بدأت «غادة عادل» مشوارها الفني من خلال الإعلانات، ثم جاءت شهرتها بعد أن شاركت المطرب هاني شاكر في تصوير أغنية «تخسري» عام 1997.
قدمت في العام نفسه عملين في التلفزيون من خلال فوازير أبيض وأسود ومشاركتها في الجزء الأول من مسلسل زيزينيا.
البداية الحقيقية لمشوارها الفني كانت مع فيلم «صعيدي في الجامعة الأمريكية» في عام 1998 بمشاركة مجموعة من النجوم محمد هنيدي، أحمد السقا، منى زكي وهاني رمزي.
أمضت 3 سنوات بدون أي أعمال لتعود عام 2004 بفيلم «الباشا تلميذ» مع كريم عبد العزيز وحسن حسني من تأليف بلال فضل وإخراج وائل إحسان.

### حياتها الخاصة
تزوجت من المنتج والمخرج مجدي الهواري الذي اكتشفها وقدمها للسينما كوجه جديد، ولهما من الأبناء: محمد، حمزة، مريم، عبد الله، عز الدين. وحدث بينهم طلاق في عام 2018. والدة غادة عادل هي الأخت غير الشقيقة للفنانة المعتزلة شمس البارودي.

## أعمالها

### الأفلام
| - 1998: صعيدي في الجامعة الأمريكية - 1999: عبود على الحدود - 2000: بلية ودماغه العالية - 2001: 55 إسعاف - 2004: الباشا تلميذ - 2005: حمادة يلعب - 2005: عيال حبيبة - 2005: ملاكي إسكندرية - 2006: جعلتني مجرماً - 2007: خليج نعمة - 2007: في شقة مصر الجديدة - 2008: كلاشنكوف - 2010: الوتر - 2010: ابن القنصل - 2013: على جثتي | - 2015: أهواك - 2017: هروب اضطراري - 2019: نادي الرجال السري - 2019: كازابلانكا - 2019: ولاد رزق 2 - 2020: الخطة العايمة - 2021: أحمد نوتردام - 2021: المحكمة - 2021: 200 جنيه - 2022: قمر 14 - 2022: 11:11 - 2023: ساعة إجابة - 2023: مرعي البريمو - 2023: البطة الصفرا - 2024: أهل الكهف |

### المسلسلات
- 1997: زيزينيا (ج1)
- 2000: وجه القمر
- 2005: مبروك جالك قلق
- 2005: راديو ستار (ضيفة شرف)
- 2007: المصراوية (ج1)
- 2008: قلب ميت
- 2012: فرح العمدة
- 2012: سر علني
- 2014: سرايا عابدين
- 2014: مكان في القصر
- 2015: العهد: الكلام المباح
- 2016: الميزان
- 2017: عفاريت عدلي علام
- 2020: مملكة إبليس
- 2020: ليالينا 80
- 2022: منورة بأهلها
- 2022: أحلام سعيدة
- 2022: انحراف (ضيفة شرف)
- 2022: الثمانية (ضيفة شرف)
- 2023: أزمة منتصف الليل
- 2024: حالة خاصة
- 2024: لانش بوكس
- 2025: المداح أسطورة العهد( ست الحسن)

### البرامج
- 2004: فرصة سعيدة
- 2007: حيلهم بينهم
- 2007: السهرة تحلى مع مدحت صالح
- 2008: موعد في الخيران
- 2008: عفاريت حسين الإمام
- 2008: دارك
- 2009: أنا واللي بحبه
- 2011: التجربة
- 2011: رامز قلب الأسد
- 2011: عقد النجوم
- 2011: كش ملك
- 2012: السر
- 2014: بوضوح
- 2014: مفاتيح مفيد فوزي
- 2016: رامز بيلعب بالنار
- 2017: تع إشرب شاي: - تقديم
- 2018: حكايتي مع الزمان 2
- 2018: أنا وبنتي
- 2019: سهرانين
- 2020: خلي بالك من فيفي
- 2020: رامز مجنون رسمي
- 2021: خمس نجوم
- 2022: رامز موفي ستار

### أخرى
- 1996: أبيض وأسود - فوازير
- 1998: أبيض وأسود تاني - فوازير
- 2001: خليك جريء - فوازير
- 2007: الخط معاك عالخط - مسلسل إذاعي
- 2008: يا خميس يا جمعة - مسلسل إذاعي
- 2009: شريف ربلنا الخفيف - مسلسل إذاعي
- 2010: علشان خاطر مصر - مسلسل إذاعي
- 2017: ريا ومسكينة - مسلسل إذاعي
- 2021: في نص الليل - مسرحية

### فيديو كليب
- 1994: حببوني فيك مع عامر منيب
- 1995: راجعين مع عمرو دياب
- 1997: تخسري مع هاني شاكر
- 1999:العيون السود مع ليلى غفران

## وصلات خارجية
- غادة عادل على موقع IMDb (الإنجليزية)
- غادة عادل على موقع الدهليز
- غادة عادل على موقع قاعدة بيانات الأفلام العربية
- غادة عادل على موقع ديسكوغز (الإنجليزية)
- غادة عادل على موقع قاعدة بيانات الفيلم (الإنجليزية)
- غادة عادل على موقع ليتربوكسد (الإنجليزية)
- غادة عادل على موقع كينوبويسك (الروسية)